# كيرتيموخا

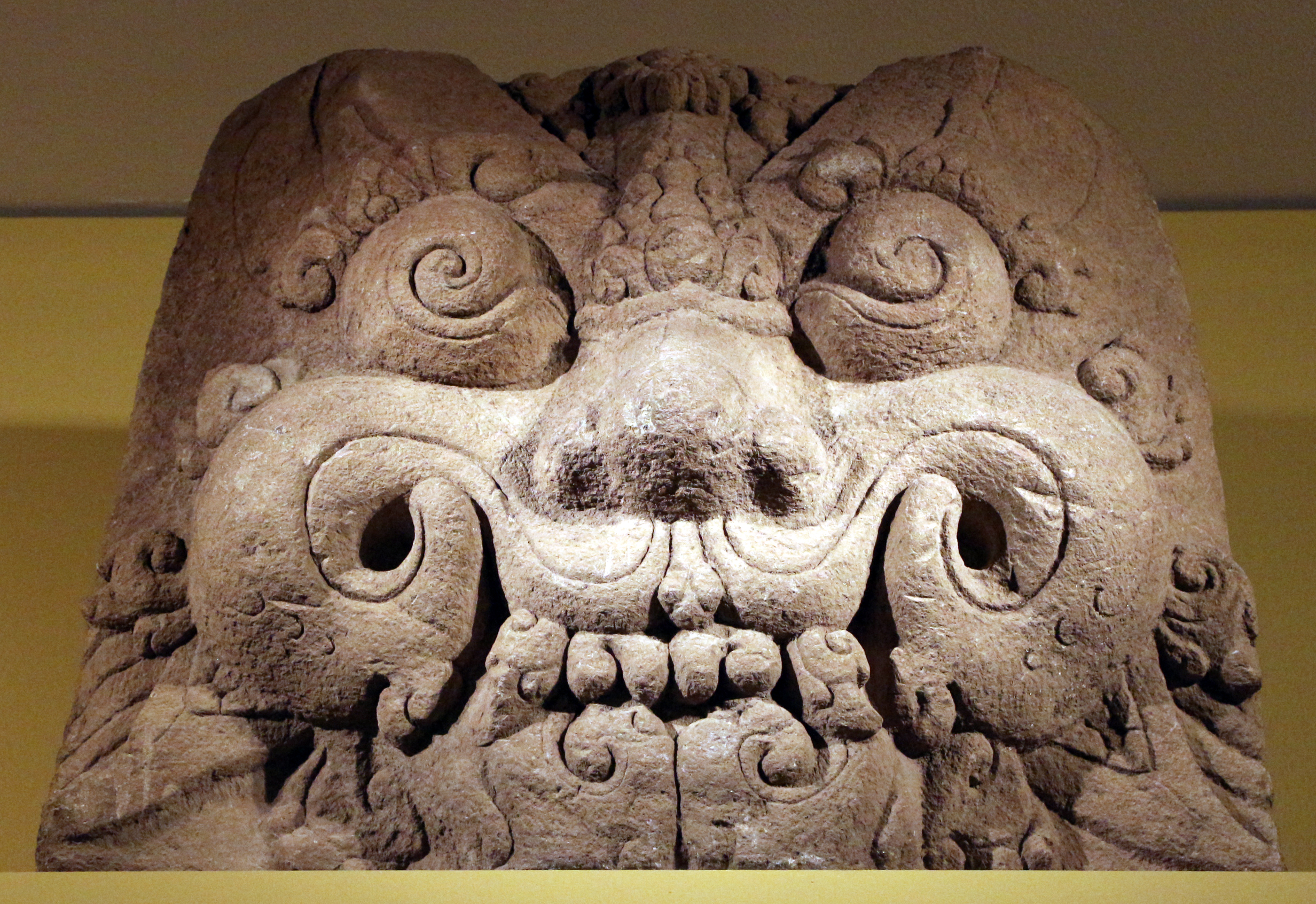
كيرتيموخا

كيرتيموخا (بالسنسكريتية: कीर्तिमुख، وkīrtimukha، وkīrttimukha أيضًا، هو تركيب باهوفريهي ترجمته هي «وجه مجيد») هو اسم وجه وحش شرس مُبتلِع ذو أنياب ضخمة وفم مفتوح، وهو شائع جدًا في أيقونات فن العمارة الهندوسية في الهند وجنوب شرق آسيا، ويوجد أيضًا في العمارة البوذية. يشار إليه غالبًا في جنوب شرق آسيا باسم كالا، ويُعرف في الصين باسم تاوتي، أي (وحش الجشع).
على عكس المخلوقات الأسطورية الهندوسية الأخرى، مثل وحش البحر ماكرا، يعتبر كيرتيموخا أساسًا موضوع زخرفي فني، تعود أصوله إلى أسطورة يودها خند رودرا سامهيتا من سكاندا بورانا وشيفا بورانا.

## الأصل والصفات

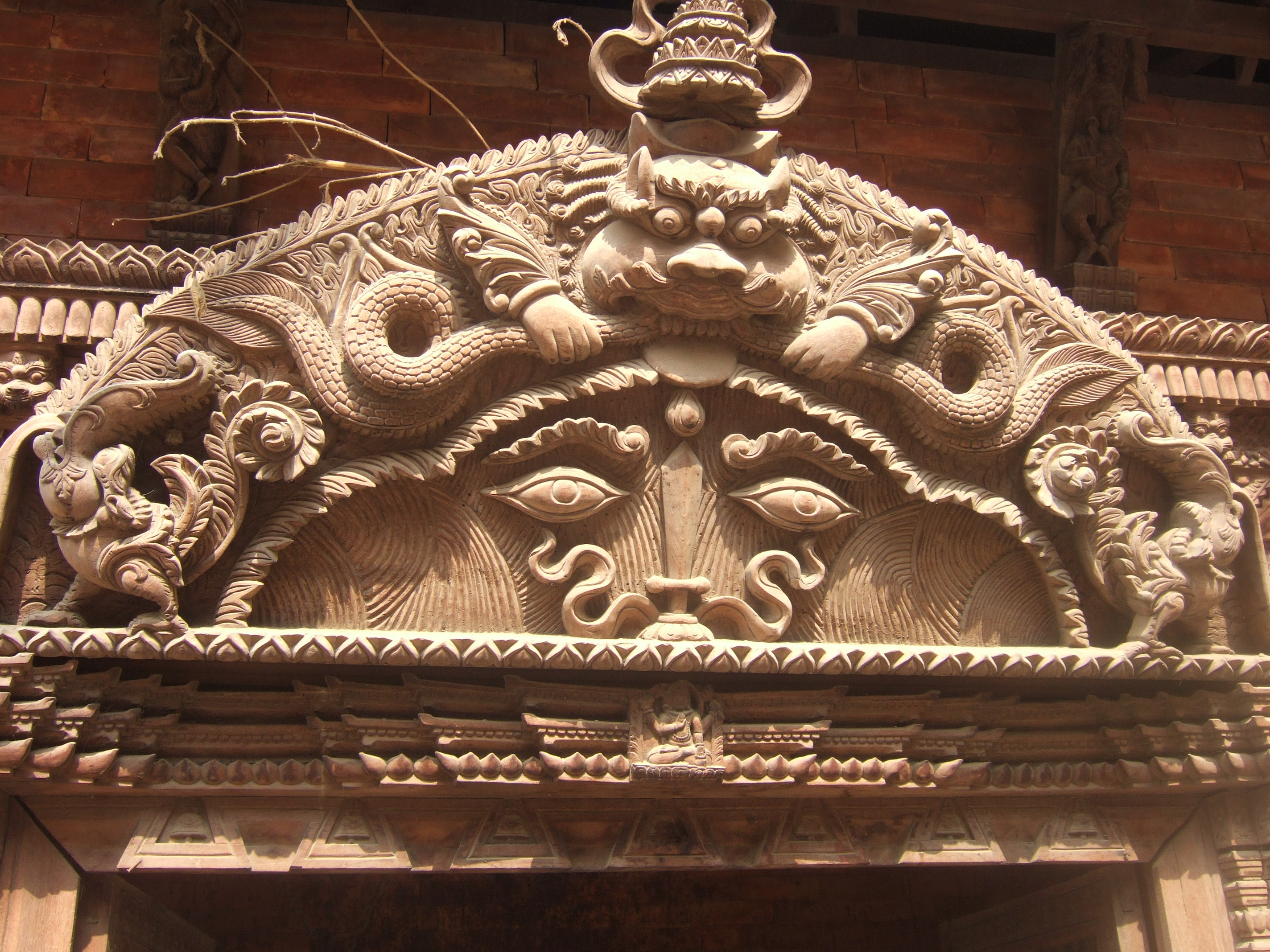
وجه كيرتيموخا الأسطوري، رمز الحماية والقوة، يزين قمة قوس مدخل معبد هندوسي في مدينة كاتماندو، نيبال.

تشير كلمة موخا في السنسكريتية إلى الوجه بينما تعني كريتي «الشهرة والمجد». تبدأ قصة كيرتيموخا مع الملك العظيم جالاندارا، الذي «يجمع لنفسه قوى لا تقاوم... بفضل تقشفه غير العادي». إذ يرسل، في موجة من الفخر، رسوله الوحش راهو الذي تتمثل مهمته الرئيسية في حجب القمر، لتحدي شيفا. وكان «التحدي ...هو أن يتخلى شيفا عن جوهرة عروسه بارفاتي اللامعة» رد شيفا فوريًا على هذا التحدي بتفجير موجة هائلة من الطاقة من عينه الثالثة، والتي خلقت أسدًا مرعبًا هزيلًا مفترسًا. طلب راهو المرعوب رحمة شيفا، فوافق شيفا على طلبه. ولكن تسألوا عن كيفية إطعام الأسد الشيطاني المفترس؟ «اقترح شيفا أن يتغذى الوحش على لحم أقدامه ويديه.» لذلك أكل كيرتيموخا جسده عن طيب خاطر بدءًا من ذيله، مطيعًا أوامر الرب شيفا، ولم يتوقف إلا عندما بقي وجهه فقط. أسماه شيفا، الذي كان مسرورًا بالنتيجة، وجه المجد وأعلن أنه يجب أن يُنقش دائمًا على أبواب معابده. لذا يعتبر كيرتيموخا رمزًا لشيفا نفسه.
يستخدم كيرتيموخا غالبًا كموضوع فني يعلو قمة معبد أو صورة الإله، خاصةً في عمارة جنوب الهند. ووفقًا لما كتبه زيمر: «يًستخدم كيرتيموخا في المقام الأول كقناع شيطاني للوقاية من الشر، وصي شنيع ومذهل على العتبة.»
يُخلط أحيانًا بين هذا الوجه وعنصر منحوت آخر، هو وجه الأسد (سيمهاموخا). ولكن، حتى يمثل النقش كيرتيموخا يجب أن إظهاره كأسد مبتلع، لأن كيرتيموخا هو شخصية «المستهلك نفسه كله».
يظهر هذا الوجه الوحشي بعيون منتفخة أيضًا كزخرفة فوق عتبة البوابة المؤدية إلى الحرم الداخلي في العديد من المعابد الهندوسية، دالًا على إعادة الاستيعاب التي تميز الدخول إلى المعبد. ويعلو زخارف جافاكشا (كودو، ناسي) في العمارة الدرفيدية وفي أماكن أخرى. يتألف غالبًا من وجه فقط، وفي كثير من الأحيان يكون الفك العلوي وأعلى الوجه فقط مرئيين، وتصور ذراعيه أيضًا في بعض الأماكن. يمكن أيضًا العثور على الزخارف مع شعر شيفا الأشعث أحيانًا.
قارن بعض المؤلفين كيرتيموخا مع أسطورة الأوربوروس الإغريقية.

## وصلات خارجية
- Yalli & Mukha